# Deutscher Filmpreis/Beste weibliche Nebenrolle

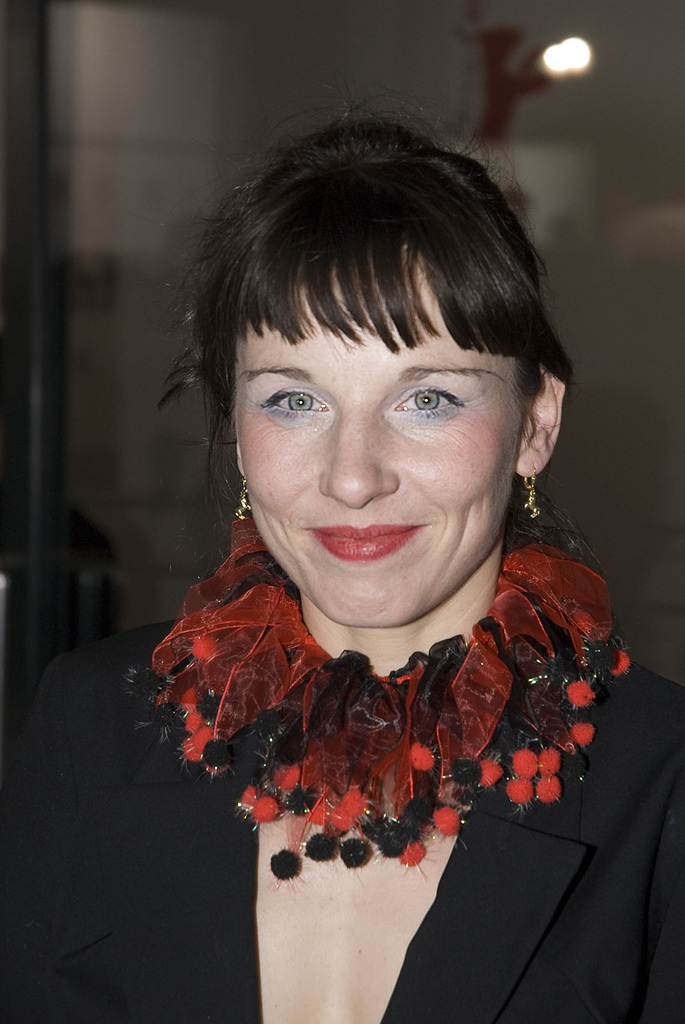
Meret Becker

Gewinner des Deutschen Filmpreises in der Kategorie Beste weibliche Nebenrolle (früher: Beste darstellerische Leistung – weibliche Nebenrolle). Von Ende der 1960er/Anfang der 1970er Jahre bis 1996 wurde die Kategorie durch einen Preis für die „besten darstellerischen Leistungen“ ersetzt, ohne eine Einteilung nach Haupt- oder Nebenrollen. Seit 1997 werden die Auszeichnungen für Schauspieler wieder getrennt nach Haupt- und Nebenrollen ausgelobt. Die Gewinner werden seit 1999 mit der Preisstatuette „Lola“ geehrt und erhalten ein Preisgeld von 10.000 Euro. Zuvor war das Filmband in Gold vergeben worden.
Am erfolgreichsten in dieser Kategorie waren Fritzi Haberlandt und Christine Schorn, die den Preis jeweils zweimal gewinnen konnten. Bisher sechs Nominierungen und einen Sieg erreichte Meret Becker. 2016 erhielt Laura Tonke sowohl den Preis als beste Neben- als auch als beste Hauptdarstellerin des Jahres zuerkannt.

## Preisträger von 1954 bis 1968
| Jahr | Preisträger            | Filmtitel                          |
| ---- | ---------------------- | ---------------------------------- |
| 1954 | Lil Dagover            | Königliche Hoheit                  |
| 1955 | Marianne Koch          | Des Teufels General                |
| 1956 | Adelheid Seeck         | Teufel in Seide                    |
| 1957 | Lucie Höflich          | Anastasia, die letzte Zarentochter |
| 1958 | Annemarie Düringer     | Nachts, wenn der Teufel kam        |
| 1959 | Hildegard Knef         | Der Mann, der sich verkaufte       |
| 1960 | Edith Schultze-Westrum | Die Brücke                         |
| 1961 | Blandine Ebinger       | Der letzte Zeuge                   |
| 1962 | Preis nicht vergeben   | Preis nicht vergeben               |
| 1963 | Elfriede Kuzmany       | Das schwarz-weiß-rote Himmelbett   |
| 1964 | Nevenka Benković       | Herrenpartie                       |
| 1965 | Tilla Durieux          | Verdammt zur Sünde                 |
| 1966 | Edda Seippel           | Schonzeit für Füchse               |
| 1967 | Ulla Jacobsson         | Alle Jahre wieder                  |
| 1968 | Ilona Grübel           | Paarungen                          |

## Preisträger und Nominierte ab 1997
1997
Martina Gedeck – Das Leben ist eine Baustelle und Rossini – oder die mörderische Frage, wer mit wem schlief
- Meret Becker – Das Leben ist eine Baustelle und Rossini – oder die mörderische Frage, wer mit wem schlief
- Emmanuelle Laborit – Jenseits der Stille

1998
Meret Becker – Comedian Harmonists
- Jutta Hoffmann – Bandits
- Dagmar Manzel – Die Apothekerin

1999
Nina Petri – Bin ich schön? und Lola rennt
- Susanne Bormann – Nachtgestalten
- Jasmin Tabatabai – Late Show

### 2000er-Jahre
2000
Henriette Heinze – Wege in die Nacht
- Marita Marschall – Fußball ist unser Leben
- Nadja Uhl – Die Stille nach dem Schuss

2001
Antje Westermann – Gran Paradiso
- Barbara Auer – Die innere Sicherheit
- Franziska Troegner – Heidi M.

2002
Eva Mattes – Das Sams
- Anabelle Lachatte – Das weisse Rauschen
- Marie-Lou Sellem – Hilfe, ich bin ein Junge!, Mein Bruder der Vampir und Nichts bereuen

2003
Corinna Harfouch – Bibi Blocksberg
- Maria Simon – Good Bye, Lenin! und Lichter
- Laura Tonke – Baader und Pigs Will Fly

2004
Fritzi Haberlandt – Liegen lernen
- Katja Danowski – Herr Lehmann
- Johanna Gastdorf – Das Wunder von Bern

2005
Katja Riemann – Agnes und seine Brüder
- Corinna Harfouch – Der Untergang
- Juliane Köhler – Der Untergang
- Ingeborg Westphal – Kammerflimmern

2006
Imogen Kogge – Requiem
- Meret Becker – Komm näher
- Martina Gedeck – Elementarteilchen

2007
Hannah Herzsprung – Das wahre Leben
- Barbara Auer – Der Liebeswunsch
- Sabine Timoteo – Ein Freund von mir

2008
Christine Schorn – Frei nach Plan
- Hannelore Elsner – Kirschblüten – Hanami
- Hanna Schygulla – Auf der anderen Seite

2009
Sophie Rois – Der Architekt
- Irm Hermann – Anonyma – Eine Frau in Berlin
- Susanne Lothar – Fleisch ist mein Gemüse

### 2010er-Jahre
2010
Maria-Victoria Dragus – Das weiße Band – Eine deutsche Kindergeschichte
- Hannah Herzsprung – Vision – Aus dem Leben der Hildegard von Bingen
- Jördis Triebel – Die Päpstin
- Nadja Uhl – Männerherzen

2011
Beatriz Spelzini – Das Lied in mir
- Meret Becker – Boxhagener Platz
- Katharina Müller-Elmau – Vincent will Meer

2012
Dagmar Manzel – Die Unsichtbare
- Christina Drechsler – Die Unsichtbare
- Fritzi Haberlandt – Fenster zum Sommer

2013
Christine Schorn – Das Leben ist nichts für Feiglinge
- Margarita Broich – Quellen des Lebens
- Friederike Kempter – Oh Boy

2014
Sandra Hüller – Finsterworld
- Jella Haase – Fack ju Göhte
- Katja Riemann – Fack ju Göhte

2015
Nina Kunzendorf – Phoenix
- Meret Becker – Lügen und andere Wahrheiten
- Claudia Messner – Die geliebten Schwestern

2016
Laura Tonke – Mängelexemplar
- Anneke Kim Sarnau – 4 Könige
- Barbara Sukowa – Vor der Morgenröte
- Lina Wendel – Herbert

2017
Fritzi Haberlandt – Nebel im August
- Eva Löbau – Einsamkeit und Sex und Mitleid
- Sigrid Marquardt – Die Blumen von gestern
- Christiane Paul – Die Welt der Wunderlichs

2018
Birgit Minichmayr – 3 Tage in Quiberon
- Sandra Hüller – In den Gängen
- Corinna Kirchhoff – Casting

2019
Luise Heyer – Der Junge muss an die frische Luft
- Margarethe Tiesel – Der Goldene Handschuh
- Eva Weißenborn – Gundermann

### 2020er-Jahre
2020
Gabriela Maria Schmeide – Systemsprenger
- Jella Haase – Berlin Alexanderplatz
- Lisa Hagmeister – Systemsprenger

2021
Lorna Ishema – Ivie wie Ivie
- Meret Becker – Fabian oder Der Gang vor die Hunde
- Birgit Minichmayr – Schachnovelle

2022
Jella Haase – Lieber Thomas
- Sandra Hüller – Das Schwarze Quadrat
- Anja Schneider – Lieber Thomas

2023
Jördis Triebel – In einem Land, das es nicht mehr gibt
- Ulrike Kriener – Einfach mal was Schönes
- Hildegard Schmahl – Mittagsstunde

2024
Adele Neuhauser – 15 Jahre
- Barbara Philipp – Sprich mit mir
- Marie-Lou Sellem – Knochen und Namen

2025
Leonie Benesch – September 5
- nominiert:
  - Anne Ratte-Polle – Bad Director
  - Niousha Akhshi – Die Saat des heiligen Feigenbaums